# Joseph Moxon

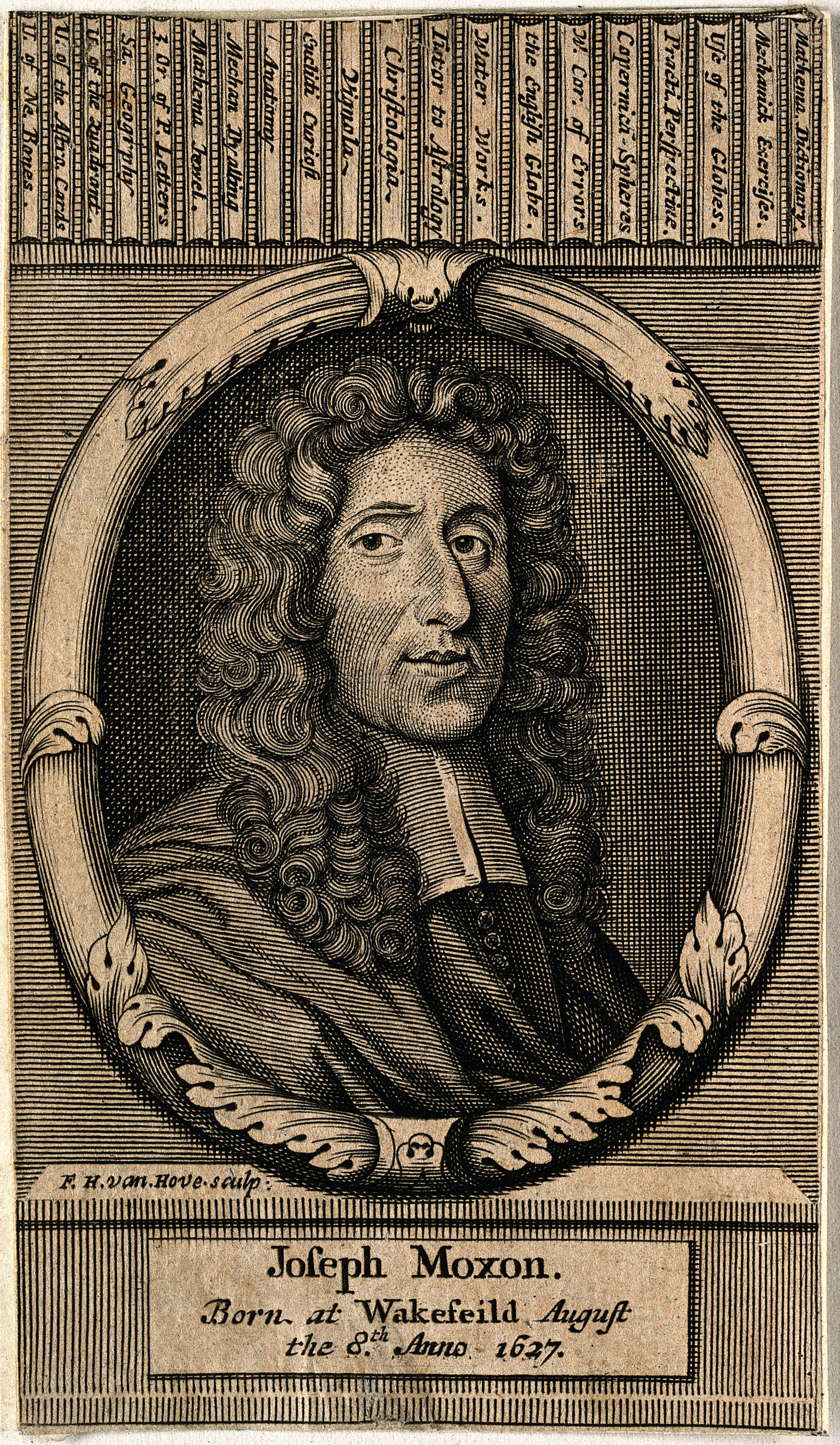
Joseph Moxon. 1692 erschienene Gravur von F. H. Van Hove

Joseph Moxon FRS (* 8. August 1627 in Wakefield; † vor 15. Februar 1691) war ein englischer Buchdrucker, Hersteller von Globen und Autor wissenschaftlicher Bücher.

## Herkunft, Jugend und Ausbildung
Joseph Moxon war ein jüngerer Sohn des Buchdruckers James Moxon, der ab 1622 meistens in London lebte. Joseph soll für kurze Zeit die Queen Elizabeth's Grammar School in seinem Geburtsort Wakefield besucht haben, ehe die strenggläubige puritanische Familie 1636 ins niederländische Delft auswanderte. 1638 zog die Familie nach Rotterdam, wo sein Vater Bibeln in englischer Sprache druckte. Joseph arbeitete in der Werkstatt seines Vaters und lernte von ihm den Buchdruck. Nach dem Sieg des Parlaments im Englischen Bürgerkrieg kehrte die Familie Mitte der 1640er Jahre nach London zurück. Als Erben ihres Vaters wurden Joseph Moxon und sein älterer Bruder James vor September 1646 in die Worshipful Company of Weavers aufgenommen, wobei die Brüder jedoch als Drucker arbeiteten.

## Tätigkeit als Buchdrucker, Verleger und Schriftgießer

### Hersteller von Globen
Bis 1649 druckten Joseph und sein Bruder James in London mindestens zwölf Bücher, die bis auf eines den Puritanismus beinhalteten. Dieses Buch, das 1647 für den Kartenhändler Thomas Jenner gedruckte A Book of Drawing, Limning, Washing or Colouring of Mapps and Prints kündigte Moxtons zukünftige Karriere an. Ab 1650 arbeiteten die Brüder unabhängig voneinander in London als Buchdrucker. 1664 wurde Joseph als Liveryman der Worshipful Company of Weavers zugelassen. Bereits vor 1650 begann Moxon sich jedoch für Globen und Karten zu interessieren und lernte praktische Mathematik. Im Frühjahr 1652 reiste er nach Amsterdam, das damals das Zentrum der Globusherstellung war. Dort gab er bei einem Kupferstecher Druckplatten für Globen in Auftrag. Bereits im selben Jahr bewarb er Globen mit Himmel und Erde, die er zusammen mit John Sugar herstellte und die einen Durchmesser von 15 Inch (38 cm) hatten.

### Drucker von Globen und von wissenschaftlichen Büchern
Moxons erste Werkstatt war in Cornhill, ehe er von 1665 bis 1686 eine Werkstatt auf Ludgate Hill bezog. Bei dem Großen Brand von London 1666 wurde allerdings auch seine Werkstatt zerstört. Moxon musste für sechs Jahre ein Ausweichquartier in der Russell Street bei Covent Garden beziehen, ehe er 1672 zum Ludgate Hill zurückkehren konnte. Moxon baute eine Druckerei auf, in der er gängige wissenschaftliche Bücher druckte und dazu Karten, Diagramme, Globen und mathematische Instrumente vertrieb. Anerkennung gewann er durch den Druck von mathematischen Texten, besonders für das Mathematical Manual von John Dansie und für die 1657 erschienene Neuauflage von Certain Errors in Navigation von Edward Wright. Einen besonders guten Ruf erwarb sich Moxon aber durch die Erstellung von Tabellen wie Primum mobile von 1656 und für 230 Seiten mit trigonometrischen Funktionen und Logarithmen in dem 1657 erschienenen Buch Trigonometria von William Oughtred.

### Tätigkeit als Verleger und Autor
Moxon druckte schließlich nicht nur Bücher, sondern war auch sein eigener Verleger. Das erste von ihm selbst verlegte Buch war A Tutor to Astronomy and Geography, eine Übersetzung des Buchs Institutio astronomica von William Bleau. Bis 1684 verlegte er mehr als dreißig wissenschaftliche Werke und technische Handbücher. Mehrere Bücher, wie das von ihm verfasste Vignola, or, The Compleat Architect and A Tutor to Astronomie wurden zu seinen Lebzeiten in mehreren Auflagen gedruckt. Moxons berühmtestes, von ihm selbst verfasstes Werk ist das Mechanick Exercises: Applied to the Art of Printing, in dem er als Praktiker genau das Druckhandwerk beschreibt und das in vierundzwanzig Teilen von 1683 bis 1684 erschien. Zusammen mit Thomas Tutnell, einem Hersteller von mathematischen Instrumenten, schrieb er für die dritte Auflage des Mathematical Dictionary, die 1700 erschien, eine Abhandlung über mathematische Instrumente. Die Erstauflage des Buches war 1678 erschienen und war das erste englischsprachige Wörterbuch für mathematische Fachbegriffe.

### Tätigkeit als Schriftgießer
Weiter betätigte sich Moxon als Schriftgießer. Er war 1668 am Druck von John Wilkins Essay Real Character and a Philosophical Language beteiligt und entwarf dafür einen eigenen Schrifttyp mit lateinischen und kursiven Zeichen. Weitere Schrifttypzeichen entwarf er zwischen 1681 und 1685 für Index vilaris von John Adams und für den Druck der Bibel auf Irisch durch Robert Boyle entwarf er zwischen 1681 und 1685 einige Schrifttypzeichen.

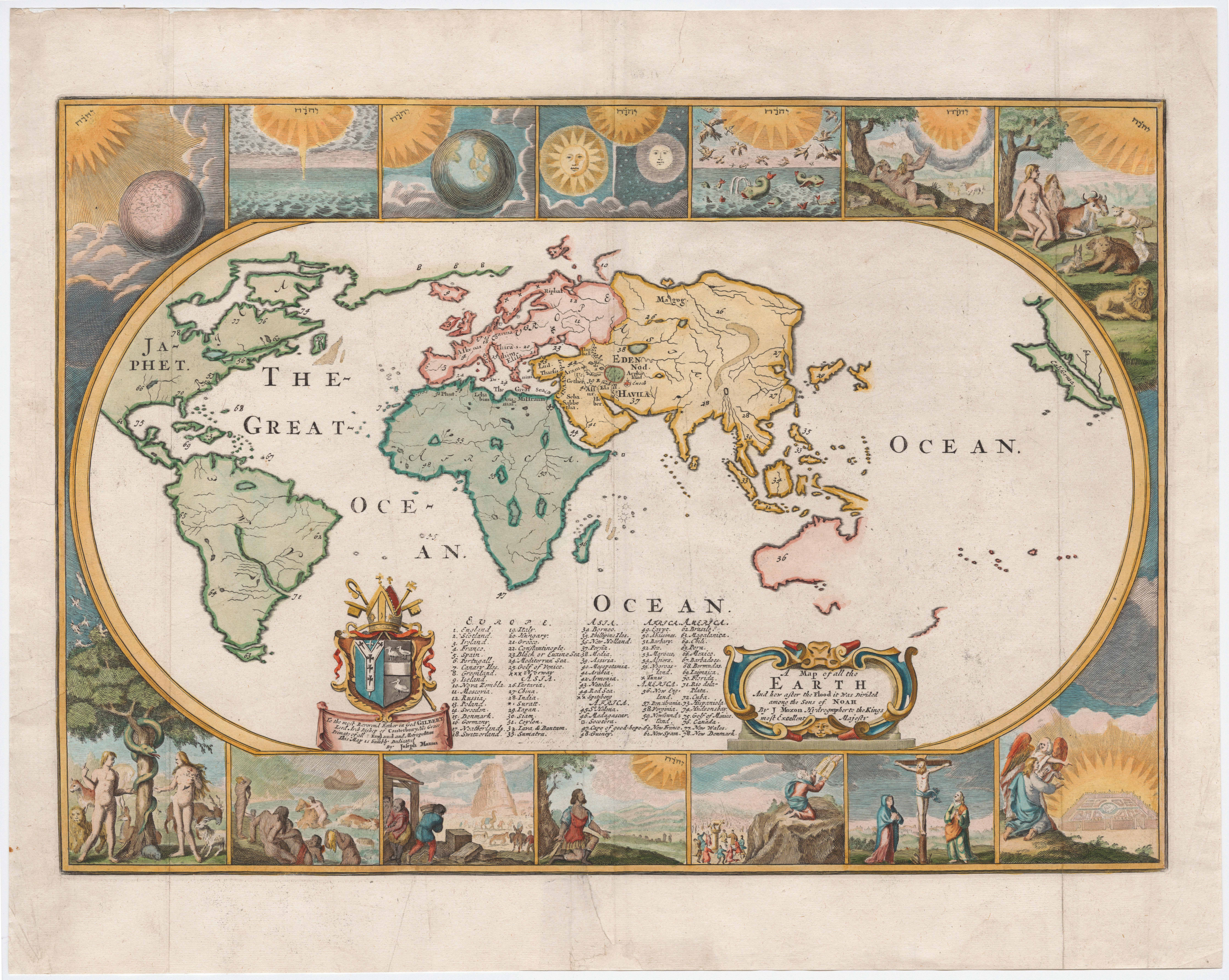
Von Moxon gedruckte Weltkarte von 1681

## Würdigung als Hydrograph Royal und als Mitglied der Royal Society
Moxon wurde von den Mathematikern in London so geschätzt, dass dreizehn Mathematiker seine Petition an König Karl II. unterstützten, ihn als Hydrograph Royal für die Herstellung von Globen, Karten und Seekarten anzuerkennen. Zu seinen Unterstützern gehörten dabei mit Elias Ashmole, Lawrence Rook und Walter Pope drei Fellows of the Royal Society, die als bekannte Royalisten für ihn bürgten, da sein Vater James als puritanischer Drucker bekannt gewesen war. Schließlich wurde er im Januar 1662 als Hydrograph anerkannt. Als erster Gewerbetreibender wurde er im November 1678 als Fellow of the Royal Society gewählt. Nach ihm wurde erst im 18. Jahrhundert wieder ein Gewerbetreibender als Fellow gewählt. Als Drucker, Herausgeber und Hydrograph Royal kannte er bereits seit langem zahlreiche Mitglieder der Royal Society. Seine Wahl steht möglicherweise in Zusammenhang mit der Veröffentlichung des ersten Teils von Mechanick Exercises, or, The Doctrine of Handy Works … of the Smiths Trade im Januar 1678. Moxon war an dem Druck beteiligt, vor allem hatte er Illustrationen zu einigen Berufen wie Schmied, Tischler, Zimmermann und Drechsler gefertigt. Im Juli 1678 hatte John Evelyn mehrere Drucke Joseph Williamson, dem Präsidenten der Royal Society präsentiert, wodurch das bereits in den 1660er Jahren von der Royal Society begonnene, aber nur zögernd fortgesetzte Werk History of Trades neuen Antrieb erhielt. Moxon fügte nun den Titelseiten der von ihm gedruckten Bücher rasch den Zusatz Member of the Royal Society hinzu. Zunächst war er ein aktives Mitglied der Society, doch im November 1682 gehörte er zu den 23 Mitgliedern, die wegen mangelnder Beitragszahlung ausgeschlossen wurden. Dennoch führte er in seinen Werken weiter den Zusatz Member of the Royal Society.

## Familie, Nachkommen und letzte Jahre
Am 17. Februar 1648 hatte Moxon Susan Marson geheiratet. Mit ihr hatte er zwei Kinder, einen Sohn und eine Tochter:
- Susan (getauft 1650)
- James

Nach dem Tod seiner Frau 1659 heiratete Moxon am 8. Juni 1663 in zweiter Ehe Hannah Cooke. 1668 heiratete er ein drittes Mal.
1686 oder kurz danach gab Moxon sein Geschäft auf und zog zu seinem Sohn James, der als Kartengraveur in der Warwick Lane arbeitete. Dort starb er im Februar 1691. Am 15. Februar 1691 wurde er auf dem Kirchhof der St Paul’s Cathedral beigesetzt. Sein Sohn setzte den Verkauf von Globen und Instrumenten seines Vaters fort und veröffentlichte auch mehrere Bücher seines Vaters neu.

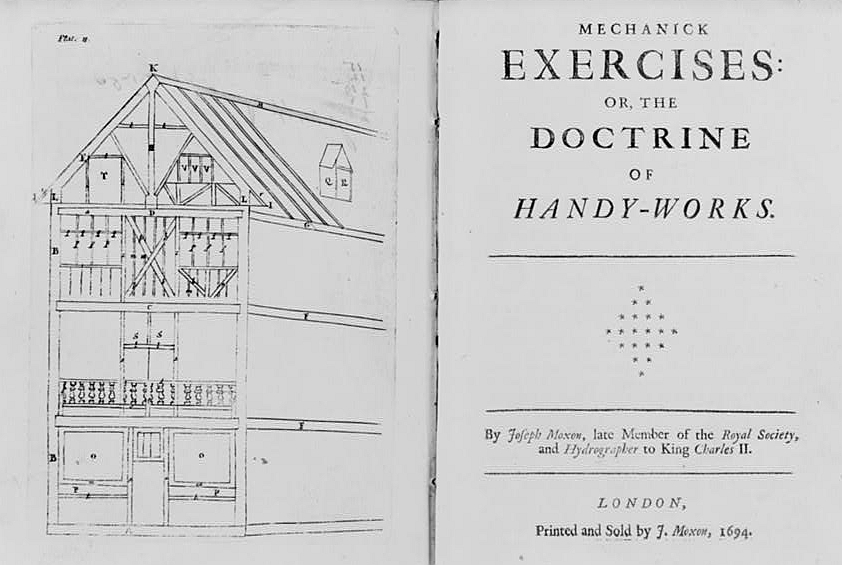
Titelblatt einer 1694 gedruckten Ausgabe von John Moxons Buch „Mechanick Exercises: or, the Doctrine of Handy-Works“

## Werke (Auswahl)
- Mechanick exercises on the whole art of printing. Plough, Kidlington 2004, ISBN 0-902813-15-3
- A tutor to astronomie and geographie: a facsimile of the first edition 1659. Renascent Books, Mickleover 2013, ISBN 978-1-4826-3733-5